# Statens BI
Statens BI ('Business Intelligence i staten' ) er den samlende platform for ledelsesinformation i den danske stat og undervisningssektor.
Platformen anvendes af alle de danske statslige institutioner til deres styring og overblik over deres egen økonomi, personale og lønforhold. Platformen anvendes også til centrale analyse om indkøb, økonomi, personale og løn.
Statens BI er et datavarehus, et løsningskoncept som består af flere forskellige typer løsninger inden for datavarehus-konceptet.
- Statens BI - ISOLA
- Statens BI - IA
- Statens BI - KA
- Statens BI - LDV

## Statens BI - ISOLA (Informations System Om Løn og Ansættelsforhold)
Statens BI – ISOLA indeholder tværstatslige løn- og personalestatistikker til brug for blandt andet lønstyring, ledelsesinformation og til centrale tværstatslige analyser.
Statens BI – ISOLA anvendes af de enkelte institutione i statenog af de centrale aktører til overenskomstforhandliger mellem staten som arbejdsgiver og de faglige organisationer. Statens BI - ISOLA er det datamæssige grundlag for overenskomstforhandlingerne.

## Statens BI - IA (IndkøbsAnalyse)
Statens BI - IA anvendes til tværgående indkøbsanalyser over forbruget i statslige institutioner. IA indeholder faktures fra hele staten og analyse grundlaget er fakturalinjer, således det er muligt undersøge præcist hvad der købes i staten
Staten BI - IA data udstilles til de statsligeinstitutioner via Statens BI - LDV

## Statens BI - KA (KoncernAnalyse)
Statens BI - KA anvendes til central opsamling af alle finansposteringer i staten og i 2025 bliver løsningen det datamæssige grundlag for statsregnskabet og analyse grundlagt for koncern systring og centrale udgifts analyse

## Statens BI - LDV (lokalt DataVarehus)
Statens BI – LDV er det fællesstatslige lokale datavarehus, som Økonomistyrelsen stiller til rådighed for alle statslige og selvejende institutioner med henblik på, at de kan rapportere på egne institutionsspecifikke data.
Den enkelte institutions lokale rapporteringsplatform
Statens BI – LDV er et rapporterings og analyseværktøj, der samler institutionsspecifikke data fra områderne løn, rejseadministration, indkøb og økonomi, med det formål at systemunderstøtte lokale rapporterings og analyseopgaver.
Løsningen understøtter den interne styring i statslige institutioner og selvejende institutioner med rapporterings- og analysemuligheder samt ledelsesinformation, som giver indsigt i forretningen og muliggør, at ledelsen i institutionen eller koncernen bedre kan:
- Foretage strategisk prioritering mellem opgaver og indsatser
- Anvende ressourcerne, hvor de skaber størst effekt
- Forbedre forretningens performance med videre

### Rapportering med Statens BI – LDV
Med Statens BI – LDV følger webadgang til rapporteringsværktøjet Power BI Reporting Services, hvorfra institutionen kan trække en række prædefinerede standardrapporter.
Statens BI – LDV indeholder desuden en standardkubepakke, hvorfra institutionerne kan lave egne rapporter på løn- og regnskabsdata. Kuberne tilgås typisk via Excel, men kan også tilgås fra andre rapporteringsværktøjer.
Data i Statens BI – LDV kan tilgås af alle rapporteringsværktøjer, som kan arbejde på en Microsoft SQL Server og Microsoft Analysis Service.

### Data fra fællesstatslige systemer og egne systemer
Statens BI – LDV indeholder data fra de fællesstatslige administrative systemer: Navision Stat, Statens Lønløsning, RejsUd, IndFak, Statens Budgetsystem og Statens HR.
Institutionen kan videreudvikle platformen ved at udvide deres LDV med egne data. Det giver mulighed for at kombinere finansielle og lønmæssige informationer med produktionsdata fra egne systemer, for eksempel fra fagsystemer, studieadministrative systemer, tidsregistreringssystemer eller elektroniske sagssystemer og dokumenthåndteringssystemer.

## Den tekniske platform bag ved Statens BI
Grundlæggende er Statens BI et